# ラピッド・ファイアー
『ラピッド・ファイアー』（原題：Rapid Fire）は、1992年制作のアメリカ合衆国のアクション映画。
主演のブランドン・リーが、父ブルース・リー譲りのキレのあるカンフー・アクションを披露している。
一般的に“ブランドン・リーの遺作”といわれているが、実際には『クロウ/飛翔伝説』が遺作である（彼はこの撮影中に事故死した）。よって本作は、“彼が存命中、最後に完成させた作品”といった方が正確である。続編の制作が計画されていたが、彼の急死によって立ち消えとなった。

## あらすじ
ロサンゼルスの美術大学の学生ジェイクは、CIAの空手の師範だった父を目の前で殺された過去を持つ。
ある日、ジェイクが画廊に出向くと、そこの主人でマフィアの一味でもあるチャンが対立するマフィアのセラノに殺害される現場に遭遇してしまう。
何とか逃げ伸びたジェイクはFBIの証人保護プログラムを受けシカゴへ逃れるが、何故かそこでも命の危険にさらされ、地元警察の刑事ライアンとカーラに助けを求める。
彼等の捜査の結果、FBIとマフィアの裏取引が明らかとなり、そこにアジアの麻薬王タウも絡んでいる事を知ったジェイクは、ライアンとカーラと共に組織に立ち向かっていく。

## キャスト
| 役名                   | 俳優                     | 日本語吹替 | 日本語吹替   |
| 役名                   | 俳優                     | ソフト版   | テレビ朝日版 |
| ---------------------- | ------------------------ | ---------- | ------------ |
| ジェイク・ロー         | ブランドン・リー         | 大塚芳忠   | 堀内賢雄     |
| メイス・ライアン       | パワーズ・ブース         | 青野武     | 磯部勉       |
| アントニオ・セラノ     | ニック・マンキューソ     | 山野史人   | 池田勝       |
| カーラ・ウィザース     | ケイト・ホッジ           | 相沢恵子   | 佐藤しのぶ   |
| フランク・スチュアート | レイモンド・J・バリー    | 小島敏彦   | 堀勝之祐     |
| キンマン・タウ         | ツィ・マー               | 島田敏     | 伊藤和晃     |
| カール・チャン         | マイケル・ポール・チャン |            | 沢木郁也     |
| ミン                   | アル・レオン             |            |              |
| ブルナー・ガッツィ     | トニー・ロンゴ           | 中田和宏   | 大友龍三郎   |

- テレビ朝日版：1996年6月16日『日曜洋画劇場』
- 『日曜洋画劇場』版その他の吹替え：平松晶子、秋元羊介、大川透、小形満、辻谷耕史、中田和宏、岩永哲哉、中澤やよい